# Mick Vukota
Marinko „Mick“ Vukota (* 14. September 1966 in Saskatoon, Saskatchewan) ist ein ehemaliger kanadischer Eishockeyspieler, der im Verlauf seiner aktiven Karriere zwischen 1984 und 2000 unter anderem 596 Spiele für die New York Islanders, Tampa Bay Lightning und Canadiens de Montréal in der National Hockey League (NHL) auf der Position des rechten Flügelstürmers bestritten hat. Vukota verkörperte den Spielertyp des Enforcers.

## Karriere
Vukota verbrachte seine Juniorenzeit zunächst in der Saison 1983/84 bei den North Battleford North Stars in der Saskatchewan Junior Hockey League (SJHL) in seiner Heimatprovinz Saskatchewan. Von dort wechselte der Stürmer im Sommer 1984 in die höherklassige Juniorenliga Western Hockey League (WHL) zu den Kelowna Wings, nachdem er im Vorjahr dort bereits seine erste Einsätze für den Ligakonkurrenten Winnipeg Warriors absolviert hatte. Nach einem Jahr in Kelowna stand er ab der Spielzeit 1985/86 für zwei Jahre für die Spokane Chiefs auf dem Eis, womit Vukota während seiner Zeit im Juniorenbereich für insgesamt drei WHL-Franchises auflief.
Zur Saison 1987/88 wechselte der Enforcer ungedraftet in den Profibereich, wurde allerdings als Free Agent von den New York Islanders aus der National Hockey League (NHL) unter Vertrag genommen. Den Großteil seiner Rookiesaison verbrachte Vukota bei den Springfield Indians, dem Farmteam der Islanders, aus der American Hockey League (AHL). Dennoch kam der Angreifer in diesem Jahr auch 17-mal bei den Islanders in der NHL zum Einsatz. Ab der Saison 1988/89 war der Kanadier für die folgenden acht Spieljahre Stammspieler bei den New York Islanders und bestritt dabei sein mit Abstand bestes Jahr in der Spielzeit 1989/90 mit zwölf Scorerpunkten. Vukotas Zeit bei den Islanders endete kurz nach dem Start der Saison 1996/97, als er zum Kooperationspartner Utah Grizzlies in die International Hockey League (IHL) geschickt wurde. Dort beendete er das Spieljahr.
Vor der Saison 1997/98 wurde Vukota schließlich im NHL Waiver Draft von den Tampa Bay Lightning ausgewählt. Nach 42 Einsätzen wurde er aber im Saisonverlauf mit Patrick Poulin und Igor Ulanow zu den Canadiens de Montréal transferiert, die im Gegenzug Stéphane Richer, Darcy Tucker und David Wilkie an das Franchise aus dem US-Bundesstaat Florida abgaben. In Montréal schloss Vukota die Saison mit weiteren 22 Einsätzen ab und wechselte dann für die folgenden zwei Jahre bis zum Sommer 2000 wieder zu den Utah Grizzlies in die IHL. Anschließend beendete der Enforcer seine aktive Karriere, in der er insgesamt 4370 Strafminuten sammelte.

## Karrierestatistik
(Legende zur Spielerstatistik: Sp oder GP = absolvierte Spiele; T oder G = erzielte Tore; V oder A = erzielte Assists; Pkt oder Pts = erzielte Scorerpunkte; SM oder PIM = erhaltene Strafminuten; +/− = Plus/Minus-Bilanz; PP = erzielte Überzahltore; SH = erzielte Unterzahltore; GW = erzielte Siegtore; 1 Play-downs/Relegation; Kursiv: Statistik nicht vollständig)